# Russisch-Polnischer Krieg (1792)
Opsa – Stołpce – Mir – Boruszkowce – Zelwa – Zieleńce – Wojszki – Dubienka – Krzemień – Brześć – Markuszów
Der Russisch-Polnische Krieg von 1792 war ein Krieg zwischen der Republik Polen-Litauen auf der einen Seite und dem Russischen Reich im Bündnis mit der Konföderation von Targowica auf der anderen.

## Vorgeschichte
Die Streitkräfte der polnisch-litauischen Rzeczpospolita, die loyal zu König Stanislaus August und dem Vierjährigen Sejm standen, verteidigten die liberale Mai-Verfassung von 1791 gegen die konservative Konföderation von Targowica eines Teils der polnischen Magnaten vom 27. April 1792, die durch Truppen des Russischen Reiches unterstützt wurde. Der Krieg begann nach der Verlesung einer gegen Polen-Litauen gerichteten Deklaration der russischen Zarin Katharina II. am 18. Mai 1792, die ihr als Vorwand für die Invasion Russlands in Polen diente. In ihrer Erklärung sprach Katharina von einer angeblichen Verfolgung russischer Staatsangehöriger und Menschen orthodoxer Konfession in Polen sowie von Bündnisgesprächen zwischen Polen und dem Osmanischen Reich. Sie hatte jedoch keinen Charakter einer offenen Kriegserklärung.
Das sich erst im Aufbau befindende junge polnische Landesheer hatte vor dem Kriegsausbruch einen Iststand von etwa 70.000 Mann. Gemäß der Verfassung vom 3. Mai 1791 sollte die Sollstärke des sich konstituierenden polnischen Landheeres bis zu 100.000 Mann betragen. Etwas mehr als die Hälfte stellte sich dem fast 100.000 Mann starken russischen Heer in den Weg, das durch die Kriege gegen Schweden und gegen das Osmanische Reich über deutlich mehr Erfahrung verfügte.

## Verlauf
Polens Verbündeter, das Königreich Preußen, verließ beim Einmarsch russischer Truppen in Polen einseitig die gegen Russland gerichtete polnisch-preußische Defensivallianz von 1790. Der Kommandeur der litauischen Truppen, Prinz Ludwig von Württemberg, der als preußischer General an Polen ausgeliehen worden war, war Schwager des russischen Kronprinzen Paul. Er gab vor, krank zu sein, und weigerte sich, gegen die russischen Truppen zu kämpfen; damit trug er nicht unwesentlich zur polnischen Niederlage in der Schlacht bei Mir in der Nähe von Nowogródek am 10. Juni bei. Seine polnische Ehefrau ließ sich von ihm scheiden, als dieser Verrat publik wurde.
Die polnischen Truppen, die unter dem Kommando von Fürst Józef Antoni Poniatowski standen, konzentrierten das Hauptaufgebot des Feindes auf sich und gewannen am 18. Juni die Schlacht bei Zieleńce in der heutigen Ukraine. Trotz des punktuellen Sieges zog sich das polnische Heer aufgrund der Übermacht der Russen und der Furcht vor Einkreisung in das Landesinnere zurück, wo der polnische General Tadeusz Kościuszko am 18. Juli in der Schlacht bei Dubienka die Verteidigungslinie am Fluss Bug gegen die Russen zunächst behauptete, sich aber am Ende auch zurückziehen musste.
Letztendlich wurden die königlich-polnischen Truppen durch den überstürzten Beitritt König Stanislaus Augusts zur Konföderation von Targowica am 23. Juli und dessen Befehl zur Aufgabe des militärischen Widerstands im Stich gelassen.

## Folgen

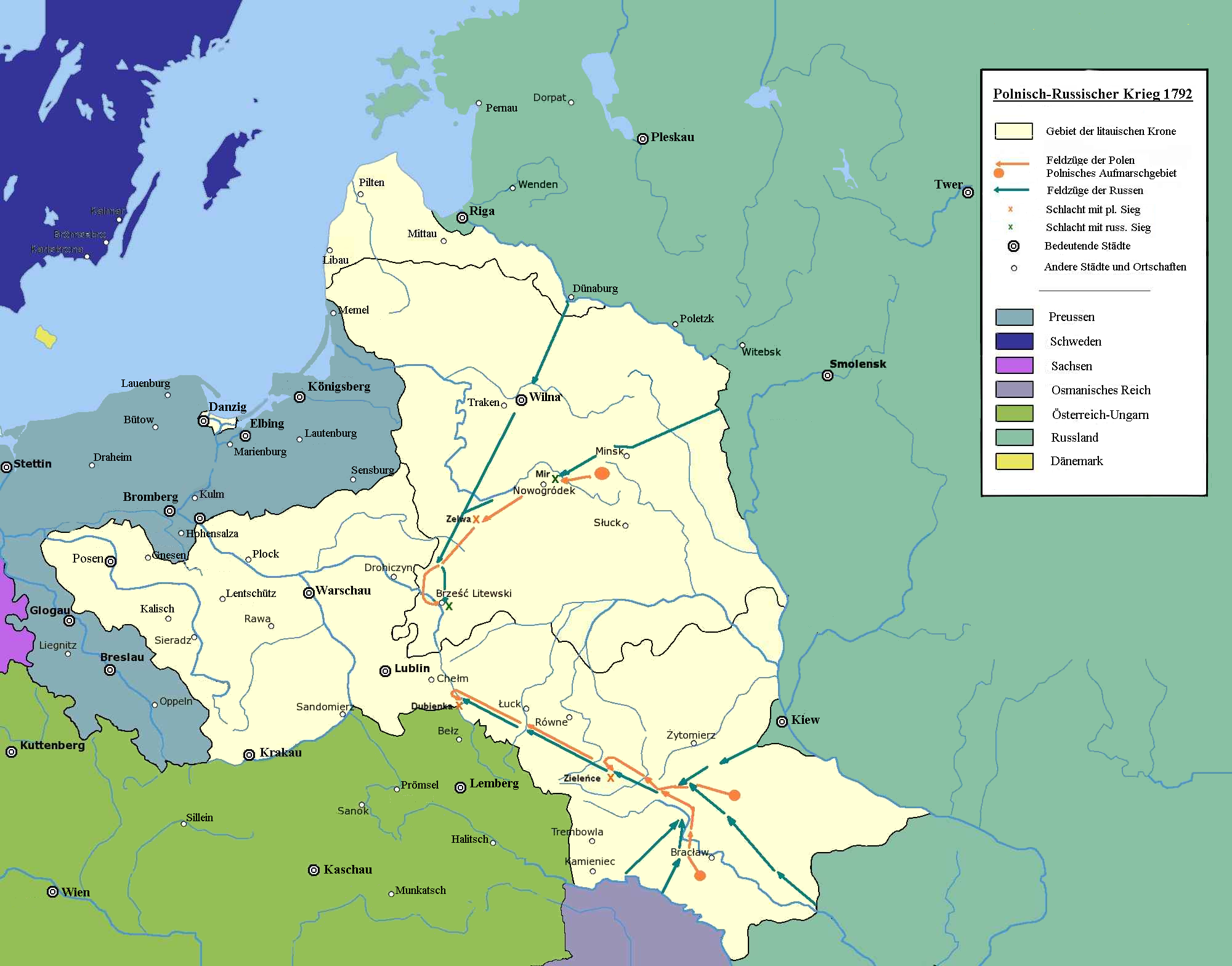
Die Rzeczpospolita in den Grenzen nach der Ersten Teilung Polens 1772 und die militärischen Aktionen der Kriegsparteien: Polen (in orange), Russland (in grün)

Die Entscheidung des Königs legte das Fundament für den Sejm von Grodno und die Zweite Teilung Polens im Jahr 1793. Die Konföderation von Targowica wurde auf Anordnung der Zarin aufgelöst, ihre Mitglieder de facto entmachtet, der Rumpfstaat nach der Teilung, an der sich Preußen und Russland beteiligten, durch fremde Truppen besetzt und seine vor dem Krieg existierende Souveränität eingeschränkt. Der letzte Versuch, Polens Unabhängigkeit zurückzugewinnen, gipfelte im Kościuszko-Aufstand des Jahres 1794, der fehlschlug und zur völligen Zerstörung der polnischen Staatlichkeit im Rahmen der Dritten Teilung Polens 1795 führte.